# Pic Simmons
Pour les articles homonymes, voir Simmons.
Le pic Simmons (en anglais : Simmons Peak) est un sommet de la Sierra Nevada, aux États-Unis. Il culmine à 3 809 mètres d'altitude à la frontière entre le comté de Madera et le comté de Tuolumne, en Californie, au sein de la Yosemite Wilderness, dans le parc national de Yosemite.